# Новополоцк
Новопо́лоцк (бел. Навапо́лацк) — город областного подчинения в Витебской области Беларуси. Численность населения — 95 370 человек (на 1 января 2025 года).
Расположен на левом берегу Западной Двины, в 6 км к западу от Полоцка. Промышленный и научный центр Витебской области, центр белорусской нефтехимии. Новополоцк вместе с посёлками Боровуха и Междуречье составлял Новополоцкий горсовет (в 2019 году оба посёлка присоединены к городу).
Вместе с Полоцком и ближайшими населёнными пунктами образует Полоцкую агломерацию с населением около 200 тыс. чел. и крупный промышленный узел.
В 2023 году Новополоцк отметил 65-летие.

## Физико-географическая характеристика

### Географическое положение
Новополоцк расположен на равнинной местности Полоцкой низменности на левом берегу Западной Двины, на месте небольшого изгиба реки. Перепады высоты наблюдаются, но не слишком большие. Климат умеренно-континентальный. Рядом с городом распространены смешанные леса и болота.

## Геральдика

Герб Новополоцка

В голубом поле испанского щита три серебряных волнистых пояса, над которыми серебряная кувшинка с двумя золотыми развернутыми стилизованными лепестками.
Историко-географическую особенность Новополоцка — расположение его на берегу реки Западная Двина, являющейся частью древнего пути «из варяг в греки», — отражают в гербе трижды повторенные волнистые перевязи, каждая из которых представляет собой первостепенную геральдическую фигуру. Белым или серебряным цветом перевязи в геральдике передаётся водная стихия — реки, озера и т. д.
Центральным элементом герба Новополоцка является кувшинка.

Кувшинка белая — это воплощение древней легенды Полоцкой земли о Белом городе, к которому из древнего Полоцка якобы ведёт подземный ход под рекой. У древних славян кувшинку белую называли одолень-травой, использовали в качестве оберега, наделяли защитной силой, приписывали ей таинственные свойства. Считалось, что «кто найдёт одолень-траву, тот вельми талант себе обрящеть». Из корневища кувшинки белой получали муку, которую использовали для выпечки хлеба.

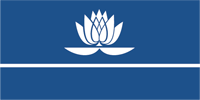
Флаг Новополоцка

Кувшинка, по описанию специалистов, обладает особой природной жизнестойкостью: даже когда пересыхают водоёмы и отмирают плавающие листья, спустя некоторое время на корневищах появляются маленькие листья на крепких прямостоячих черенках.
Являясь природным объектом, кувшинка белая отражает общечеловеческие устремления к красоте и обновлению, к справедливости и чести, к миру и благосостоянию. Это подчёркивают и используемые в гербе цвета — голубой, серебряный и золотой. Подобное сочетание цветов в гербе общепринято в международной геральдике, оно используется в гербах Витебска — областного центра и Полоцка — одного из древнейших городов Беларуси.
Герб и флаг одобрены решениями Новополоцкого городского Совета депутатов от 27 июня 2002 года № 74 и городского исполнительного комитета 27 июня 2002 года № 675. Зарегистрированы в Гербовом матрикуле Республики Беларусь 4 июля 2002 года № 89.

## История
Началом истории города послужило принятие в марте 1958 года Руководством Белорусской ССР решения об организации Всесоюзной ударной комсомольской стройки по возведению на левом берегу Западной Двины крупнейшего в Европе промышленного комплекса (см. Новополоцкий нефтеперерабатывающий завод). Строительный посёлок возник на месте семи деревень Полоцкого района — Слобода, Середома, Плаксы, Василевцы, Подкастельцы, Дуброво и Козина. Указом Верховного Совета БССР 23 (22 октября) октября 1959 года он получил название «Полоцкий», а с 14 декабря 1963 года, в связи со строительством нефтеперерабатывающего комплекса, расположившегося на месте деревень Троицкая, Дручаны, Шпинькова, Дачевщина, Новики, Зуи и др., посёлок был возведён в ранг города областного подчинения и стал называться Новополоцком.
В 1960-х годах Новополоцкий нефтеперерабатывающий завод был одним из крупнейших в Европе и одним из самых мощных в Советском Союзе. В 1963 году был получен первый белорусский бензин. С вводом в 1968 году завода «Полимир» был получен первый белорусский полиэтилен. Для удовлетворения нужд строителей был введён в строй завод «Новополоцкжелезобетон».
По проектам 1970-х годов и утверждённому Советом Министров БССР Генеральному плану городов, к 2000 году Новополоцк должен был слиться с соседним Полоцком. Население города должно было составлять 280 тысяч человек, однако новополоцкая номенклатура и городское руководство активно противодействовало этим планам, посылая записки в Совет Министров БССР, Госплан БССР и Витебский облисполком.
С советских времён также планировалась жилищная застройка Новополоцка на правом берегу Двины в районе деревень Чернещино и Ропно. Для связи новых микрорайонов и левобережной части города планировалось строительство нового автомобильного моста в створе современной улицы Генова с обустройством по нему трамвайной линии (планировалось, что трамвай свяжет Полоцк и Новополоцк). Предполагалось, что на правом берегу будет 3-4 микрорайона. Реализация планов была остановлена распадом СССР, экономическим кризисом и сложностями в создании инфраструктуры. Часть проектов всё-таки была воплощена, пусть и с сокращениями. Например, застройка главной улицы города — Молодёжной, в общих чертах повторяла замысел архитекторов. За её проектирование группа специалистов во главе с Юрием Шпитом и М. Шлеймовичем была удостоена Государственной премии БССР.
В 2008 году Новополоцк отметил 50-летие.
22 февраля 2019 года в городскую черту города Новополоцка из состава Полоцкого района Витебской области были включены земельные участки общей площадью 878,0798 га, на которых располагались городской посёлок Боровуха (328,4680 га) и посёлок Междуречье (19,8493 га) (при этом посёлок Боровуха находился в прямом подчинении Новополоцкого исполнительного комитета ещё с марта 1997 года).
10 июня 2023 года Новополоцк отметил 65-летие.
В 2024 году отмечен значительный вклад в повышение благоустроенности в 2023 году территории в Новополоцке.

## Население

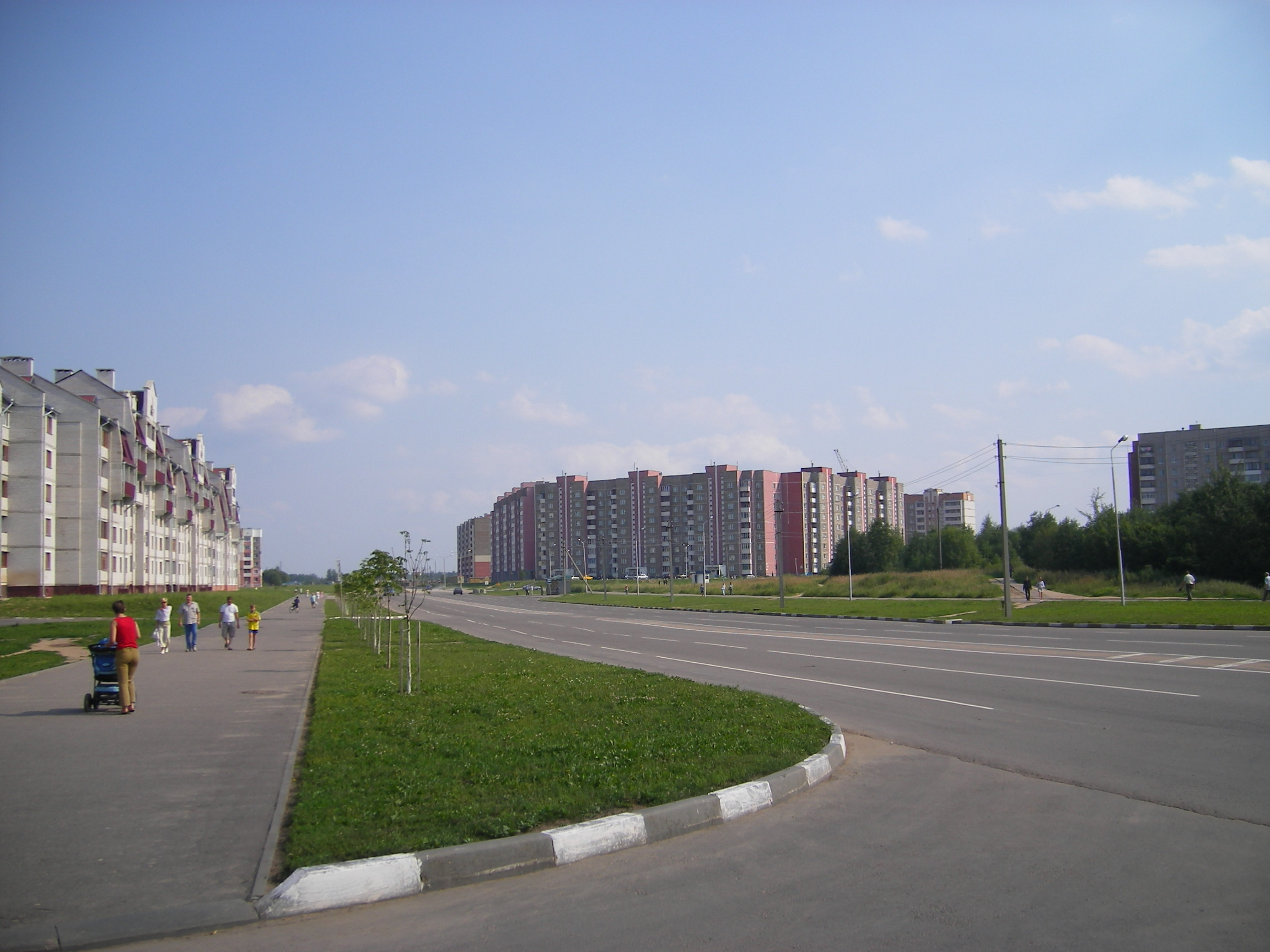
Восточная часть города (Молодёжная улица), 2006 год

Численность населения — 95 370 человек (на 1 января 2025 года). На 1 января 2024 года численность населения 95 717 человек.
Численность населения — 96 320 человек (на 1 января 2023 года).

### Динамика
| Численность населения по годам по Новополоцкому горсовету и Новополоцку | Численность населения по годам по Новополоцкому горсовету и Новополоцку | Численность населения по годам по Новополоцкому горсовету и Новополоцку |
| год                                                                     | горсовет                                                                | город                                                                   |
| ----------------------------------------------------------------------- | ----------------------------------------------------------------------- | ----------------------------------------------------------------------- |
| 1970                                                                    |                                                                         | 40 114                                                                  |
| 1979                                                                    |                                                                         | 67 110                                                                  |
| 1989                                                                    |                                                                         | 92 699                                                                  |
| 1996                                                                    | 103 293                                                                 |                                                                         |
| 2001                                                                    | 106 584                                                                 | 101 231                                                                 |
| 2002                                                                    | 106 103                                                                 |                                                                         |
| 2003                                                                    | 105 559                                                                 |                                                                         |
| 2004                                                                    | 105 095                                                                 |                                                                         |
| 2005                                                                    | 104 713                                                                 |                                                                         |
| 2006                                                                    | 104 294                                                                 | 95 258                                                                  |
| 2009                                                                    |                                                                         | 98 138                                                                  |
| 2019                                                                    |                                                                         | 98 926                                                                  |

### Национальный состав
| Национальный состав по переписи 2019 года | Национальный состав по переписи 2019 года | Национальный состав по переписи 2019 года | Национальный состав по переписи 2019 года | Национальный состав по переписи 2019 года | Национальный состав по переписи 2019 года | Национальный состав по переписи 2019 года | Национальный состав по переписи 2019 года | Национальный состав по переписи 2019 года | Национальный состав по переписи 2019 года | Национальный состав по переписи 2019 года |
| Всего (2019)                              | белорусы                                  | белорусы                                  | русские                                   | русские                                   | украинцы                                  | украинцы                                  | поляки                                    | поляки                                    | туркмены                                  | туркмены                                  |
| ----------------------------------------- | ----------------------------------------- | ----------------------------------------- | ----------------------------------------- | ----------------------------------------- | ----------------------------------------- | ----------------------------------------- | ----------------------------------------- | ----------------------------------------- | ----------------------------------------- | ----------------------------------------- |
| 98 926                                    | 78 552                                    | 79,40 %                                   | 14 563                                    | 14,72 %                                   | 2557                                      | 2,58 %                                    | 604                                       | 0,61 %                                    | 234                                       | 0,24 %                                    |
| 98 926                                    | евреи                                     | евреи                                     | цыгане                                    | цыгане                                    | литовцы                                   | литовцы                                   | татары                                    | татары                                    | армяне                                    | армяне                                    |
| 98 926                                    | 130                                       | 0,13 %                                    | 85                                        | 0,09 %                                    | 74                                        | 0,07 %                                    | 72                                        | 0,07 %                                    | 63                                        | 0,06 %                                    |
|                                           |                                           |                                           |                                           |                                           |                                           |                                           |                                           |                                           |                                           |                                           |
| Национальный состав по переписи 2009 года |                                           |                                           |                                           |                                           |                                           |                                           |                                           |                                           |                                           |                                           |
| Всего (2009)                              | белорусы                                  | белорусы                                  | русские                                   | русские                                   | поляки                                    | поляки                                    | украинцы                                  | украинцы                                  | евреи                                     | евреи                                     |
| 98 138                                    | 79 388                                    | 80,89 %                                   | 15 225                                    | 15,51 %                                   | 404                                       | 0,41 %                                    | 1441                                      | 1,47 %                                    | 104                                       | 0,11 %                                    |
| 98 138                                    | армяне                                    | армяне                                    | татары                                    | татары                                    | цыгане                                    | цыгане                                    | азербайджанцы                             | азербайджанцы                             | литовцы                                   | литовцы                                   |
| 98 138                                    | 67                                        | 0,07 %                                    | 72                                        | 0,07 %                                    | 19                                        | 0,02 %                                    | 74                                        | 0,08 %                                    | 49                                        | 0,05 %                                    |

### Рождаемость и смертность

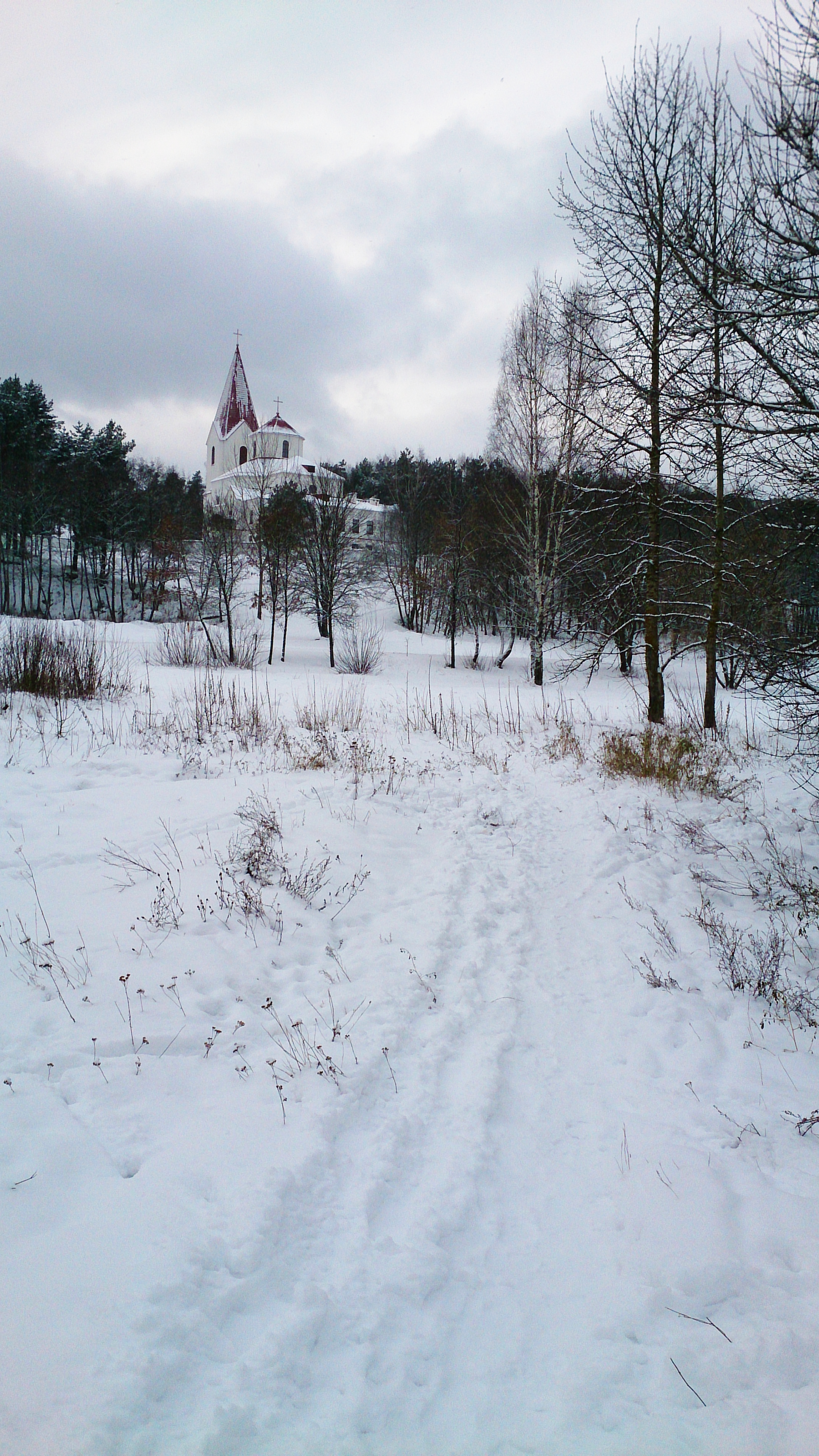
Зима в Новополоцке. Католический храм Пресвятого Сердца Иисуса Христа. Вид с улицы Якуба Коласа

В 2017 году в Новополоцке родилось 888 и умер 1041 человек. Коэффициент рождаемости — 8,7 на 1000 человек (средний показатель по Витебской области — 9,6, по Республике Беларусь — 10,8), коэффициент смертности — 10,2 на 1000 человек (средний показатель по Витебской области — 14,4, по Республике Беларусь — 12,6). По уровню рождаемости Новополоцк занимает последнее, 23-е место среди 23 городов страны с населением более 50 тысяч человек, по уровню смертности делит 12-14-е места с Мозырем и Витебском, по уровню естественного прироста/убыли населения (-1,5) занимает 20-е место в стране.

### Религия
Проведённый в 2015 году Полоцким государственным университетом. www.psu.by. Дата обращения: 23 ноября 2022. опрос населения города показал, что 92,8 % респондентов отнесли себя к той или иной религии, из них:
- 91 % — православные;
- 8 % — католики;
- 1 % — иные конфессии.

## Административно-территориальное деление
Город разделён на 12 микрорайонов. Нумерация идёт с запада на восток. 3 микрорайона идут с западного конца города до улицы Калинина (главная въездная магистраль города), 4, 5 и 6 микрорайоны идут в центре города, остальные 4 — одни из самых новых, на восточном конце города.
В городе преобладают дома серии 1-464-ДН (этажность — от 4 до 10 этажей), а также советские панельные дома-«хрущёвки». Также на территории «Пионерского посёлка» встречаются дома этажностью от 2 до 4 этажей панельного либо кирпичного типа. Некоторые дома (микрорайоны 4-6) украшены мозаиками Витебских художественных мастерских, а масштаб работ признан одним из самых крупных в республике, потому Новополоцк в этом плане весьма уникален и представляет определённый интерес.
В настоящее время застраиваются микрорайоны №№ 8А и 10А в восточной части города. Планируется строительство трёх новых микрорайонов на правом берегу Западной Двины, но реализация планов станет возможной только после строительства нового моста через Западную Двину в районе диспетчерской станции «Подкастельцы» и пересечения улиц Якуба Коласа и Генова в 9-м микрорайоне.

## Экономика

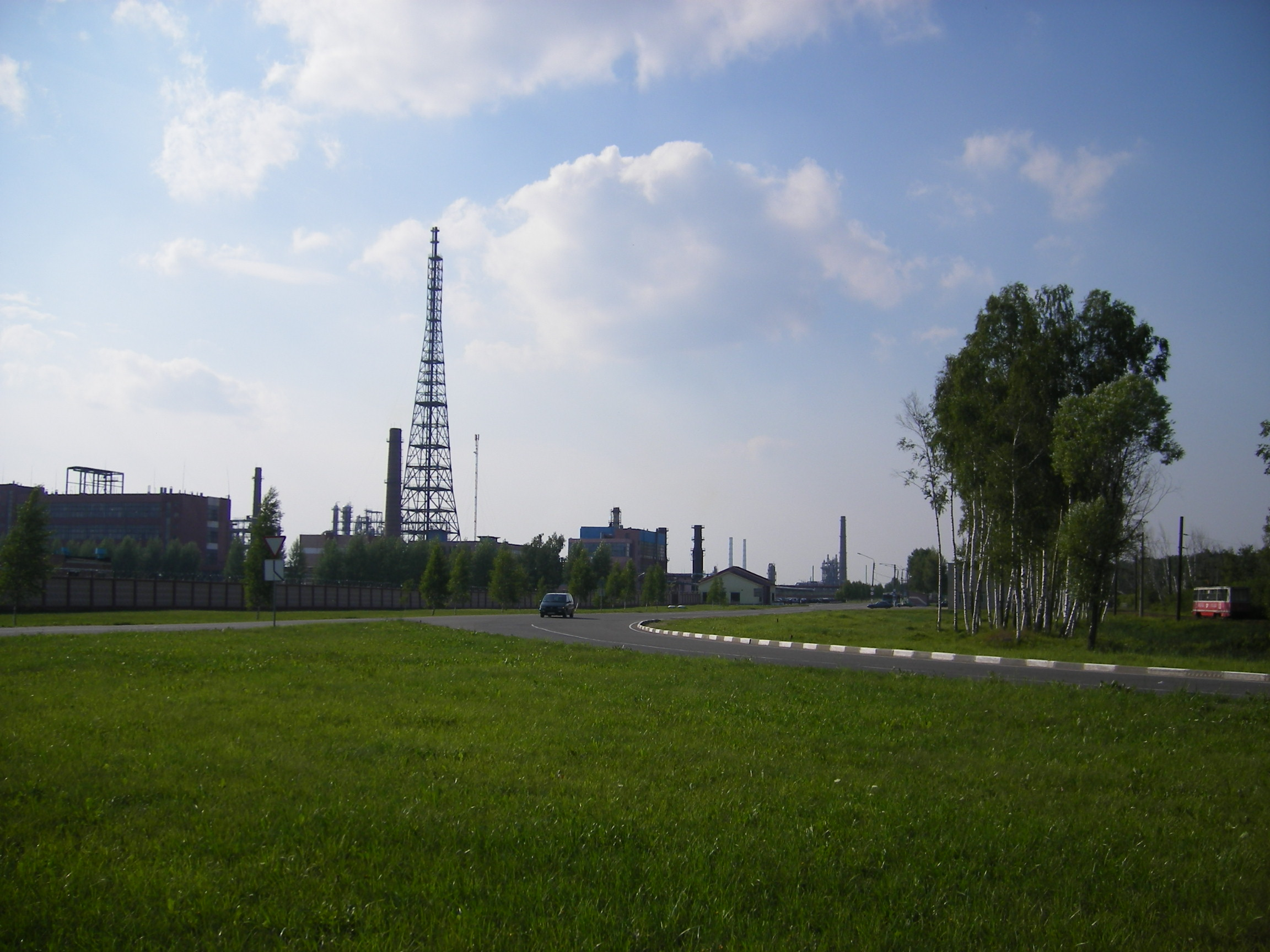
Промышленная зона города, 2006 год

Новополоцк — центр нефтехимической промышленности Беларуси, а также один из крупнейших индустриальных и научно-образовательных центров страны. В 2019 году на Новополоцк пришлось более 48 % промышленного производства Витебской области и около 7 % промышленного производства Беларуси. Среди крупнейших предприятий города:
- ОАО «Нафтан» — нефтепереработка
- Завод «Полимир» — синтетические волокна, продукты органического синтеза и прочее[35]
- ОАО «Новополоцкжелезобетон» — производство железобетонных изделий и конструкций[36]
- Новополоцкая ТЭЦ (филиал РУП «Витебскэнерго») — производство тепловой и электроэнергии[37]
- Завод «Измеритель» — измерительные приборы[38]

В городе развит мелкий и средний бизнес. Всего известно более 270 компаний (строительство, помощь населению, оптовая продажа и так далее). Крупнейшими в городе торговыми сетями являются ООО «Ресттрейд» и ООО «Евроторг», торговый дом «Стрелецкий капитал».
Выручка от реализации продукции, товаров, работ, услуг за 2017 год составила 8,6 млрд. рублей (около 4,3 млрд долларов), в том числе 7756,9 млн рублей пришлось на промышленность, 132,8 млн на строительство, 447,6 млн на торговлю и ремонт, 247,3 млн на прочие виды экономической деятельности.

## Экология
Распоряжением Витебского облисполкома от 12 июня 2002 года была разрешена разработка в 2002—2003 годах проекта на строительство регионального завода по утилизации бытовых вторичных ресурсов на площадях базы УПТК ОАО «Строительно-монтажного треста № 16 г. Новополоцк».
В рейтинге самых грязных городов Беларуси (по выбросам в атмосферу) Новополоцк неоднократно занимал первое место, опережая Солигорск, Гомель, Минск и т. д. Такая ситуация сложилась с советского времени: в 1986—1988 годах среднее количество выбросов в атмосферу было 180,8 тысяч тонн, что составляло 2 тонны вредных веществ на душу населения. Постепенно количество вредных веществ в атмосфере снизилось, не без давления экологов и экологических митингов в 1988—1991 годах, а также противодействия Новополоцкого горкома КПБ центральным союзным структурам.

## Транспорт

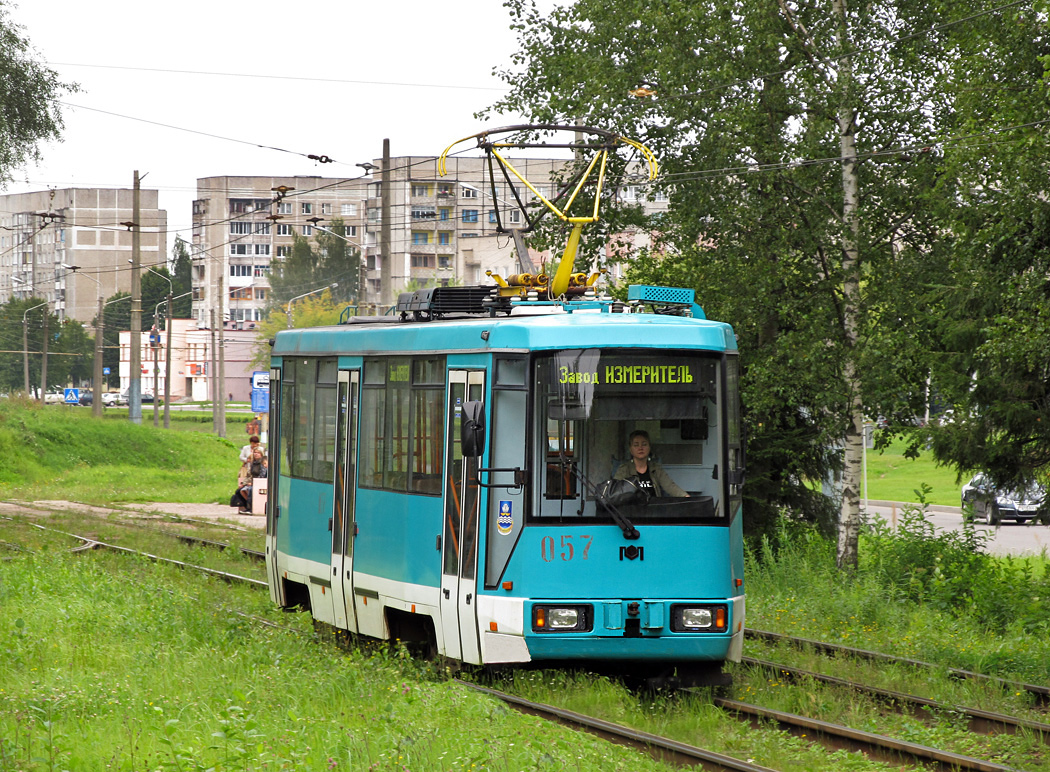
Трамвай АКСМ-60102 в Новополоцке

В 1 км на север от города проходит автодорога Р20 (Витебск — граница Латвии). Главная магистраль города — Молодёжная улица, связывающая город с микрорайоном «Мариненко» Полоцка, а главная периферийная — улица Калинина, на которой расположен въездной мост в Новополоцк со стороны автодороги Р20 (Витебск — граница Латвии).
В 1 км на север от города находится железнодорожная станция Ропнянская на железнодорожной магистрали Рига — Витебск — Орёл (пригородное сообщение до станций Полоцк и Бигосово).
Общественный транспорт города представлен трамваем (с 1974 года), автобусами и маршрутными такси (с апреля 1994 года). Внутри города действует 20 автобусных маршрутов, связывающих жилую часть Новополоцка с заводами «Нафтан» и «Полимир», садоводствами в районе деревни Шнитки, а также посёлками Боровуха и Междуречье, входящие в чарту Новополоцка. Автобусные маршруты 5, 10, 10А, 15 и 30Э связывают Полоцк и Новополоцк. Развито автобусное пригородное (Ветрино, Дисна, Азино) и междугороднее (Витебск, Бобруйск, Минск, Москва) сообщение.
С января 2025 года в Новополоцке реализуется проект по частичной замене автобусов на электробусы — в город запланирована поставка 26 электробусов особо большой вместимости «Витовт».
На велосипеде совершаются 3,6 % всех утилитарных поездок с использованием транспорта, в городе частично развита велосипедная инфраструктура.

## Спорт
В распоряжении новополочан многочисленные спортивные объекты — стадион на 4,5 тыс. мест, 5 плавательных бассейнов, ледовый дворец, спортивные комплексы.
- Дворец спорта и культуры
- Спорткомплекс «Атлант»
- Спорткомплекс «Нефтяник»
- Спорткомплекс «Бодрость»

Новополоцкие призёры, чемпионы мира и Европы по водным лыжам, тяжёлой и лёгкой атлетике, биатлону и другим видам спорта известны не только в Республике Беларусь, но и за её пределами. 27 воспитанников новополоцкого хоккея входят в основной и резервный составы сборных страны. В составы команд сильнейшей лиги планеты — НХЛ, входят воспитанники новополоцкого хоккея: Андрей Костицын, Сергей Костицын, Владимир Денисов, Сергей Колосов. В Олимпийских играх принимали участие 16 новополочан, в том числе и воспитанник спорткомплекса «Атлант» серебряный медалист Олимпиады-2010 метатель молота Вадим Девятовский.
- Футбольный клуб Новополоцка — «Нафтан»
- Хоккейный клуб Новополоцка — «Химик»

Также имелся футбольный клуб «Двина-Белкон» (носил также название «Биолог»).

### Расположены
- Учреждение «Специализированная детско-юношеская школа олимпийского резерва №1 имени В. Е. Шершукова г. Новополоцка»
- Учреждение «Специализированная детско-юношеская школа олимпийского резерва № 2 г. Новополоцка»
- Учреждение «Специализированная детско-юношеская школа олимпийского резерва № 3 имени Н. Л. Генова г. Новополоцка»

## Здравоохранение
Медицинские учреждения Новополоцка подчиняются учреждению здравоохранения «Новополоцкая центральная городская больница». В состав учреждения входят: центральная городская больница (больничный городок), психоневрологический и кожно-венерологический диспансеры, поликлиника № 1 и поликлиника № 4
Также имеются медицинская служба и 2 поликлиники ОАО «Нафтан» (одна принадлежит НПЗ, вторая — заводу «Полимир»), стоматологическая поликлиника, станция переливания крови, станция скорой медицинской помощи, ветеринарная клиника, городская станция гигиены и эпидемиологии.

## Образование

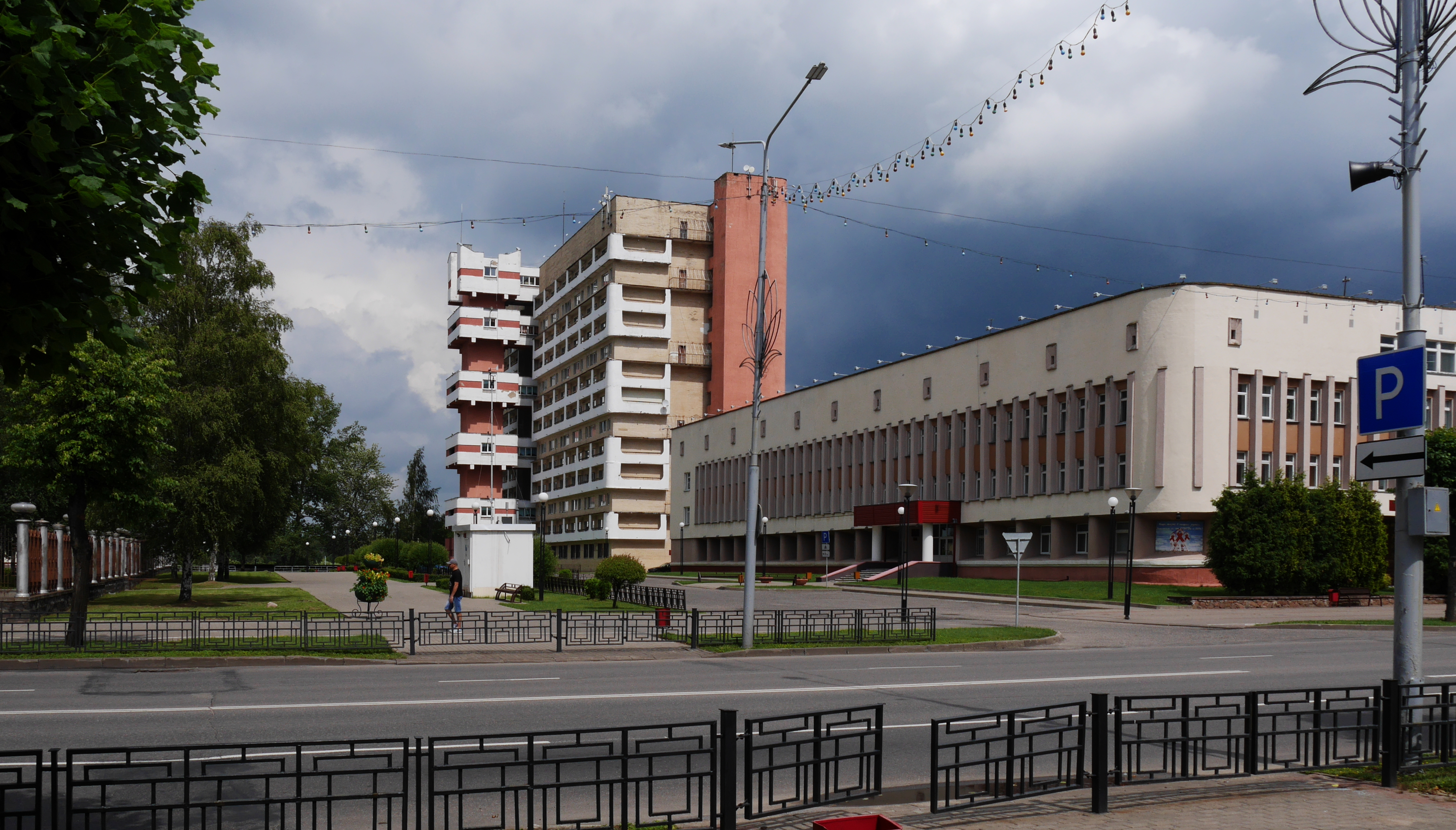
Новополоцк, Молодёжная улица, дом 47. Здание налоговой инспекции города и городского центра эпидемиологии. На заднем плане — общежитие № 2 Полоцкого государственного университета, называемое студентами и горожанами «Бастилией»

- Полоцкий государственный университет
- Новополоцкий государственный политехнический колледж
- Новополоцкий государственный музыкальный колледж
- Новополоцкое государственное училище олимпийского резерва
- Гимназия № 1
- Гимназия № 2
- Лицей города Новополоцка

В Новополоцке действуют 14 средних общеобразовательных школ, 2 гимназии, государственный общеобразовательный лицей, Новополоцкая детская художественная школа имени И. Ф. Хруцкого, детская школа искусств № 1, детская школа искусств № 3.

## Культура
- Дворец культуры ОАО «Нафтан»
- Центр культуры города Новополоцка
- Музей истории и культуры города Новополоцка (в 2016 году — 13,3 тысяч посетителей)[48]
- Картинная галерея
- Кинотеатр «Минск»

## События и мероприятия

### События
- В 2008 году Новополоцк отметил 50-летие.
- В 2018 году Новополоцк избран Культурной столицей Республики Беларусь[49].
- В 2023 году Новополоцку присуждён статус «Молодёжная столица Беларуси-2023»[50]
- 10 июня 2023 года Новополоцк отметил 65-летие[8][17][18].

### Мероприятия
- Международный конкурс юных исполнителей эстрадной песни «Халі-Хало»
- 25 мая 2019 года Новополоцк принял эстафету огня II Европейских игр
- С 17 по 19 июня 2022 года — международный турнир по воднолыжному спорту: мемориал Н. Л. Генова — I этап Кубка Содружества. Место проведения — озеро Люхово[51][52]
- С 8 по 11 июня 2023 года — международный турнир по воднолыжному спорту: мемориал Н. Л. Генова — I этап Кубка Содружества. Место проведения — озеро Люхово[53][54][55]

## Новополоцк в произведениях искусства
- Кинофильм «Улица без конца» («Беларусьфильм», 1972, реж. Игорь Добролюбов)

## Достопримечательности
- Костёл Пресвятого Сердца Иисуса
- Церковь в честь Иоанна Предтечи
- Церковь в честь образа Божьей Матери
- Курган трудовой славы

### Памятник, скульптура
- Памятный знак «Летопись города»
- Памятник Лилии Костецкой
- Памятник воинам-освободителям, погибшим при освобождении деревни Троицкое (1979; А. Захаров)
- Памятник-барельеф первому директору НПЗ О. А. Ктаторову (1993; скульптор Д. Л. Оганов)
- Памятник «Братская Могила» воинов-освободителей 219 гвардейского полка
- Памятник воинам-интернационалистам (2002; скульптор Д. Л. Оганов)
- Мемориальный комплекс «Первая палатка»[56]. Комплекс посвящён строителям города
- Мемориальный знак на месте гибели экипажа советского самолёта в 1944 году (1974)
- Памятник строителю на площади Строителей
- Памятный знак Л. В. Новожилову (назван в честь бывшего директора Завода «Полимир»)
- Памятник художнику И. Хруцкому (в июне 2013 года)[57]
- Памятный знак в честь героически погибших в 1979 году под Кабулом десантников и экипажа самолёта ИЛ-76. Открыт 25.12.2023.
- Бюст В. Ф. Маргелова в здании средней школы № 15, носящей его имя.
- Памятная плита в мемориальном комплексе «Первая палатка» Герою А. Кремню (2024).

### Жанровая скульптура, арт-объекты
- Жанровая скульптура «Юность» (бассейн Садко, 2013 год)
- Жанровая скульптура «Музыкант»
- Жанровая скульптура «Нулевой километр»

## Галерея

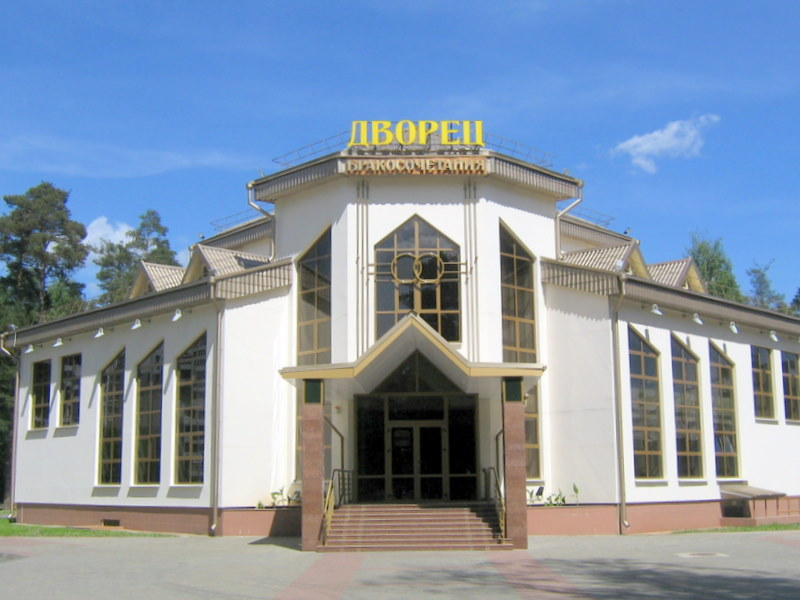
Дворец бракосочетания (ЗАГС) в Новополоцке
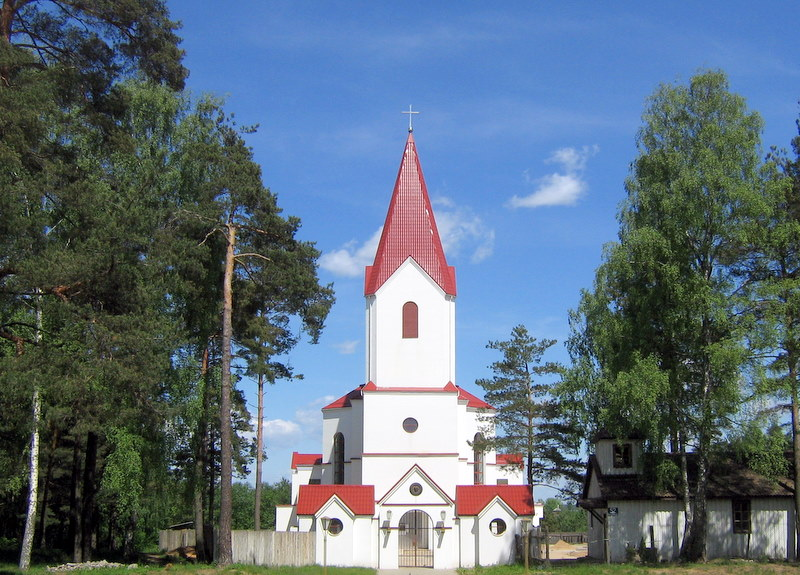
Костёл Пресвятого Сердца Иисуса
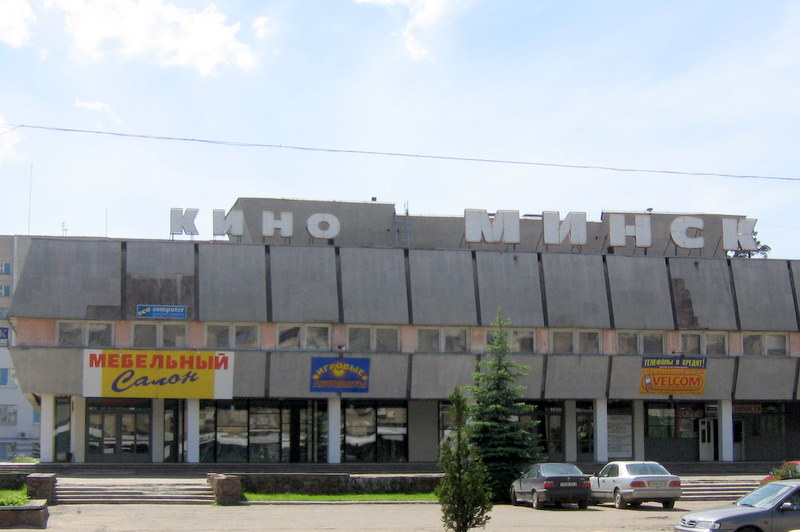
Кинотеатр «Минск»
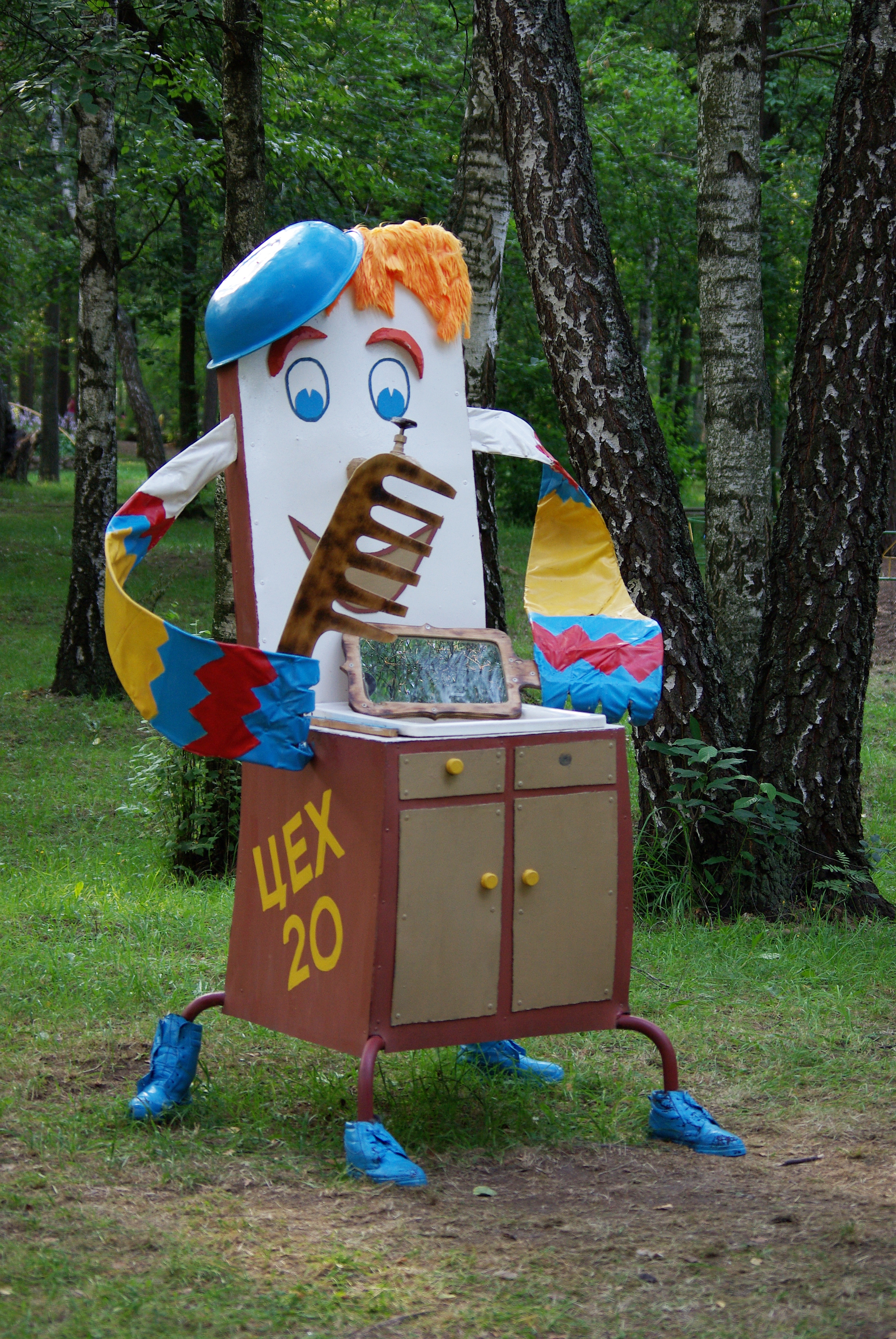
Мойдодыр, установленный в детском парке города
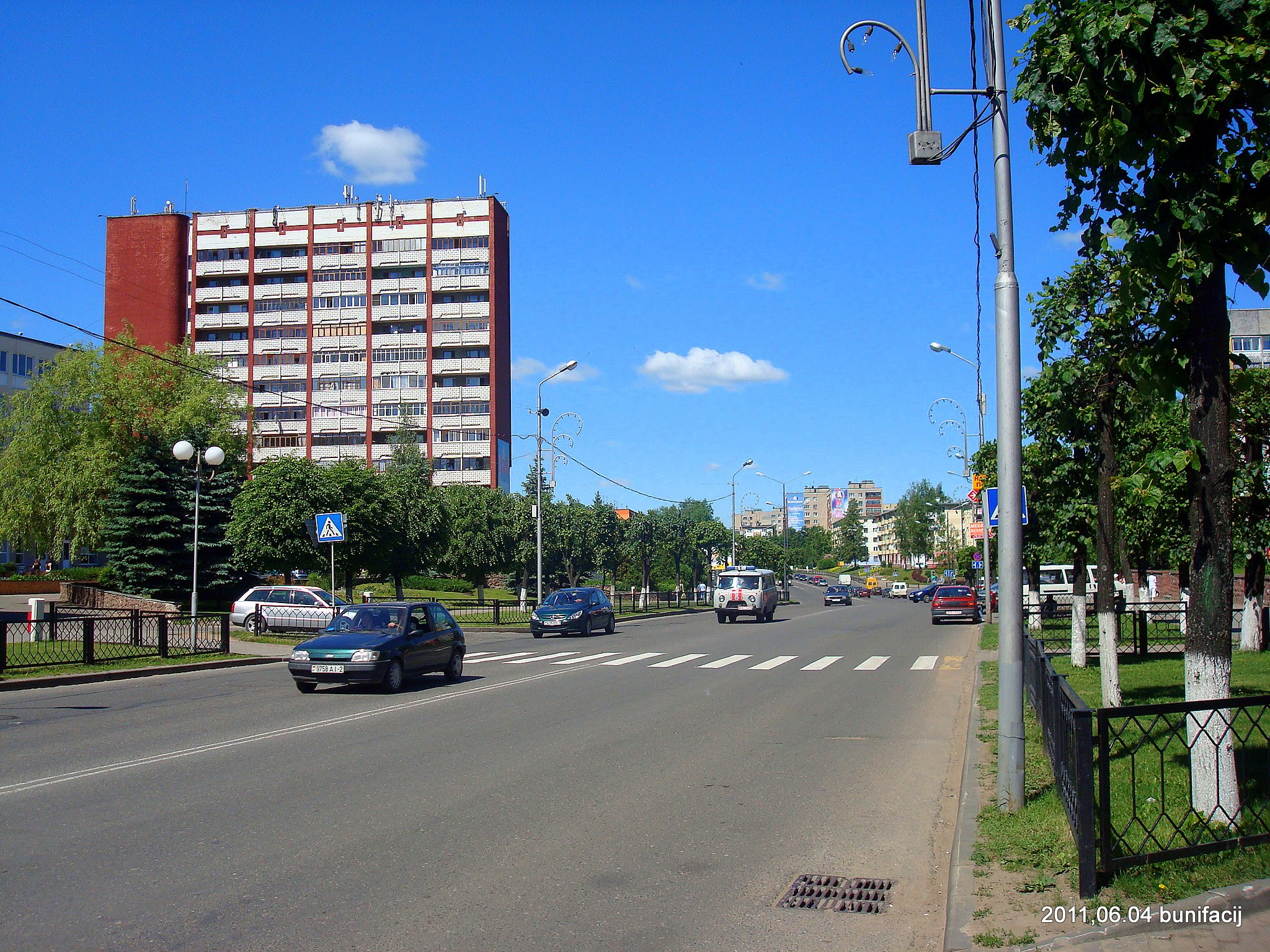
«Дом специалистов» на пересечении улиц Молодёжной и Калинина
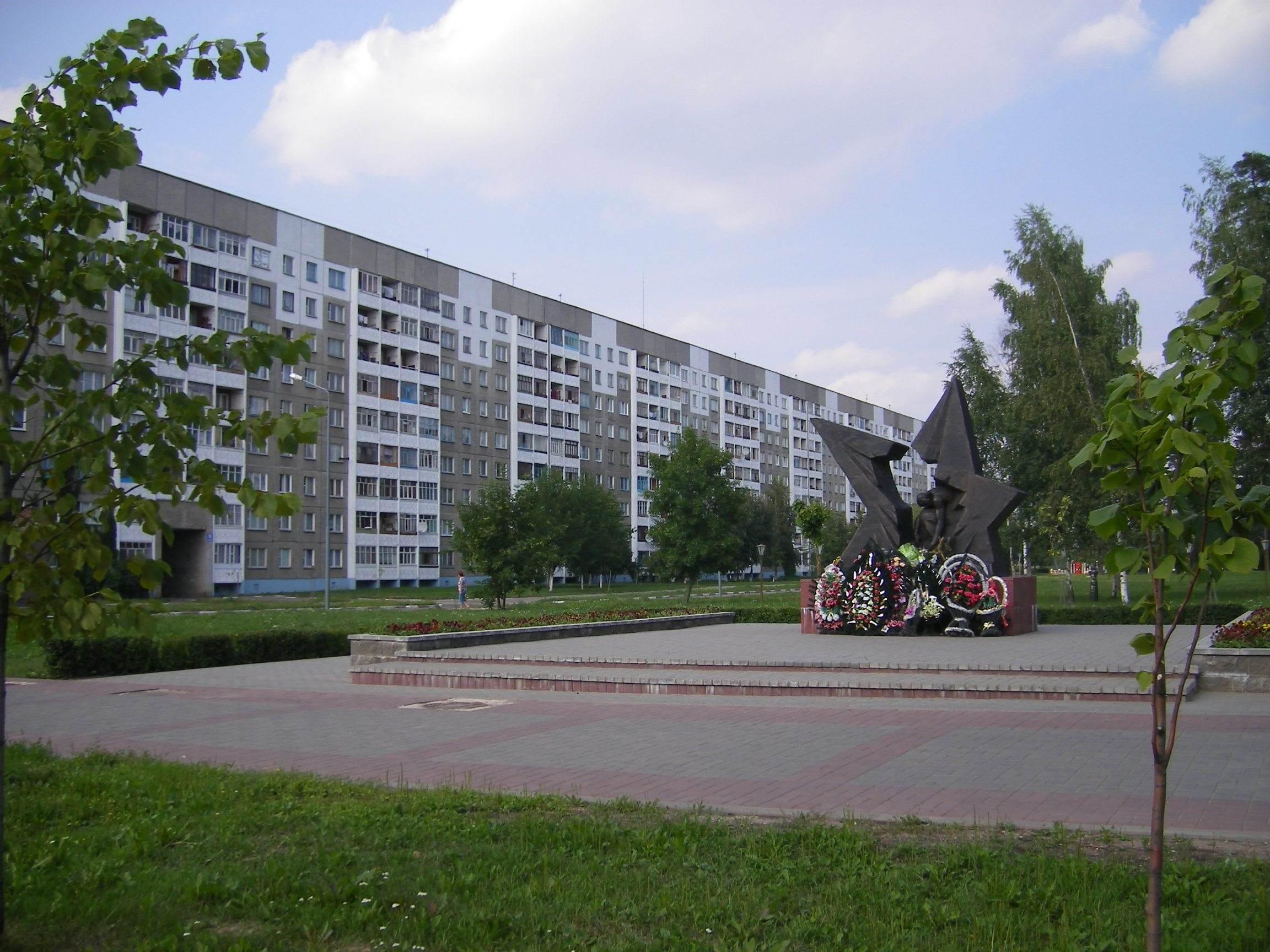
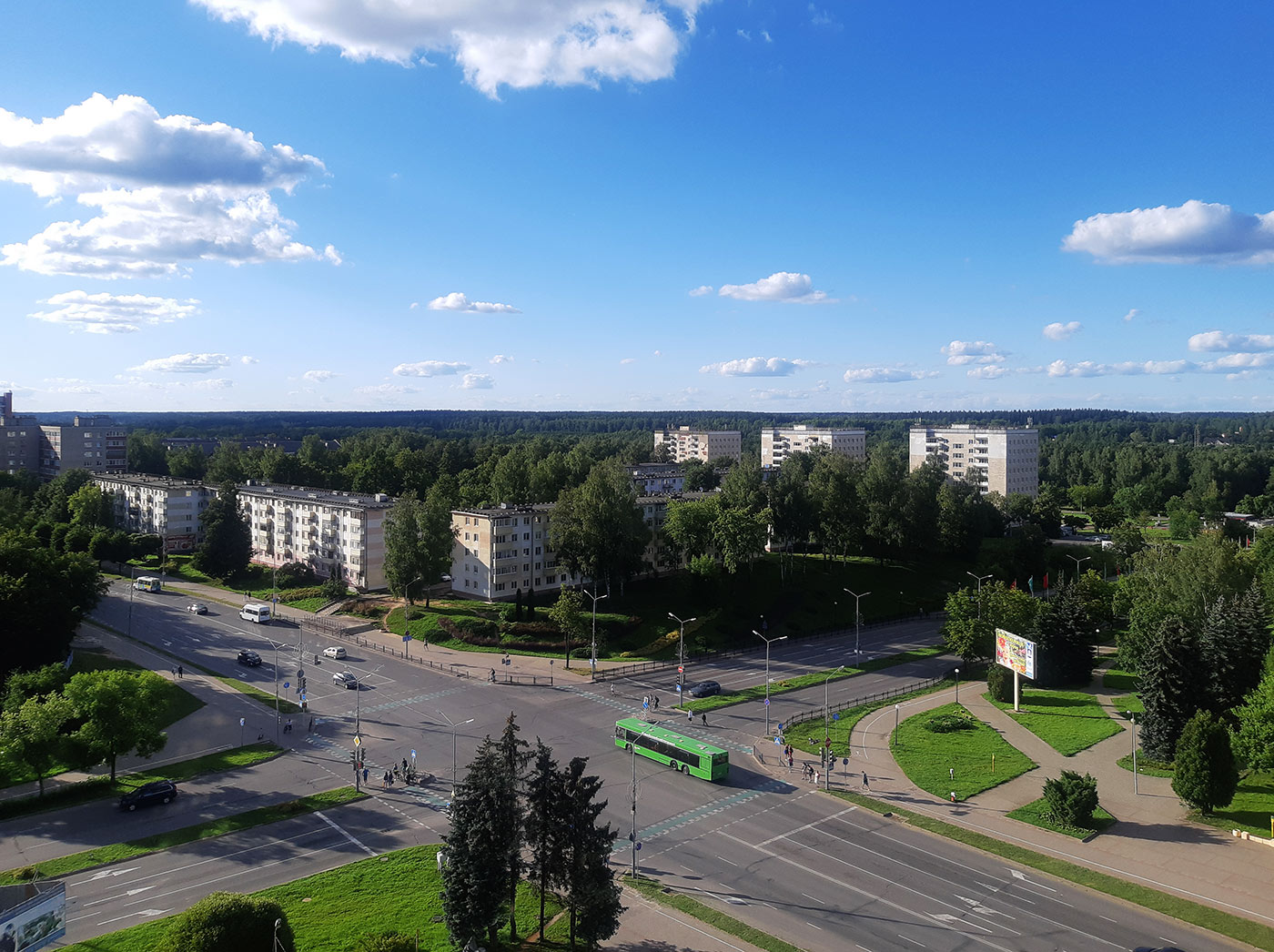
Третий микрорайон

## В филателии и нумизматике
7 марта 2018 года Министерство связи и информатизации Республики Беларусь выпустило в обращение конверт с оригинальной маркой «Новополоцк — культурная столица Беларуси 2018 г.».

## Международные отношения
Города-побратимы Новополоцка:
1. Плоцк, Польша (29 мая, 1996)
2. Орехово-Зуево, Россия (3 ноября, 1998)
3. Одинцово, Россия (10 февраля, 1999)
4. Живор (фр. Givors) Франция, (8 октября, 2001)
5. Мажейкяй, Литва (31 мая 2002)
6. Пушкин, Россия (2003)
7. Павловск, Россия (2003)
8. Кстово, Россия (7 сентября, 2005)
9. Вэйхай, Китай, (25 апреля, 2006)
10. Лудза, Латвия (18 мая, 2007)
11. Вентспилс, Латвия (7 июня, 2008)
12. Смилтене, Латвия (13 июня, 2015)
13. Ниш, Сербия (13 июня, 2015)
14. Остров, Россия (30 июня, 2022)